# 맥모란 플레이스
맥모란 플레이스(McMorran Place)은 미국 미시간주 포트휴런에 위치한 실내 경기장이다. 과거 IHL 포트휴런 플래그스, 포트휴런 윙스의 홈경기장으로 사용했으면, 현재 FHL 포트휴런 프롤러스의 홈경기장으로 사용하고 있다.